# فلورنس بيو
فلورنس بيو (بالإنجليزية: Florence Pugh) هي كاتبة غنائية ومغنية وممثلة بريطانية، ولدت في 3 يناير 1996 في أكسفورد في المملكة المتحدة.

## حياتها المبكرة
ولدت فلورنس بيو في 3 يناير 1996 في أكسفورد. هي ابنة صاحبة مطعم كلينتون بيو والراقصة ديبورا بيو، لديها ثلاثة أشقاء هم: الممثل والموسيقي توبي سيباستيان، والممثلة أرابيلا جيبينز، ورافاييلا «رافي بيو». عانت من التلين الرغامى عندما كانت طفلة، مما أدى إلى دخولها المستشفى بشكل متكرر. انتقلت العائلة إلى سوتوجراندي في إسبانيا عندما كانت تبلغ من العمر ثلاث سنوات، على أمل أن يؤدي الطقس الأكثر دفئًا إلى تحسين صحتها. عاشوا هناك حتى بلغت السادسة ثم عادوا إلى أكسفورد. في تلقت تعليمها الخاص في مدرسة ويتشوود ومدرسة سانت إدوارد، أكسفورد، لكنها لم تعجبها كيف أن المدارس لم تدعم طموحاتها في التمثيل.

## مسيرتها التمثيلية

### 2014-2018: الأدوار المبكرة
بينما كانت لا تزال تدرس في المرحلة السادسة، ظهرت بيو لأول مرة في التمثيل الاحترافي في فيلم الدراما هبوط عام 2014، حيث لعبت دور مراهقة مبكرة النضج مع مايسي ويليامز. في نفس العام، تم ترشيحها لأفضل نجم بريطاني جديد في مهرجان لندن السينمائي وكذلك لأفضل أداء بريطاني شاب للعام من قبل دائرة نقاد السينما في لندن. تم إختيارها لتمثيل دور مغنية وكاتبة أغاني في الدراما ستوديو سيتي، وشاركت إريك ماكورماك البطولة في دور والد الشخصية.
في عام 2016، لعبت بيو دور البطولة في فيلم الدراما المستقلة سيدة ماكبث، وهو فيلم مأخوذ عن رواية سيدة ماكبث للمخرج نيكولاي ليسكوف. ظهرت في الجزء الأول من مسلسل المباحث مارسيلا، لعبت دور كاثرين، عروس مراهقة متزوجة حزينة تزداد عنفًا. عزت بيو انجذابها لهذا الدورإلى تحيزها للشخصيات التي «تكون دوافعها مربكة أو مثيرة للاهتمام». حصل الدور على إشادة الممثلة. حصلت على جائزة السينما المستقلة البريطانية لأفضل أداء لممثلة في فيلم بريطاني مستقل عن هذا الدور.
في عام 2018، حصلت بيو على ترشيح جائزة البافتا للنجم الصاعد في حفل توزيع جوائز الأكاديمية البريطانية للأفلام الـ 71. لعبت دور كورديليا في مسرحية الملك لير. في وقت لاحق من ذلك العام، لعبت دور إليزابيث دي بيرغ في فيلم نتفليكس التاريخي الملك الخارج على القانون، وشاركها في البطولة كريس باين بدور روبرت ذا بروس. لعبت بعد ذلك دور البطولة في مسلسل قصير من ستة أجزاء مقتبس عن رواية الجاسوس فتاة الطبال الصغيرة لجون لو كاريه، والتي لعبت فيها دور ممثلة أصبحت متورطة في مؤامرة تجسس في السبعينيات.

## أعمالها

### الأفلام
- (2018) الراكب
- (2018) الملك الخارج على القانون
- (2019) القتال مع عائلتي
- (2019) نساء صغيرات
- (فيلم 2023)A good person
- (2021) فلم بلاك ويدو
- (2022) don't worry darling
- (2022) The Wonder
- (2022) Puss in Boots: The Last Wish
- (2023) أوبنهايمر

## وصلات خارجية
- فلورنس بيو على موقع IMDb (الإنجليزية)
- فلورنس بيو على موقع ميتاكريتيك (الإنجليزية)
- فلورنس بيو على موقع روتن توميتوز (الإنجليزية)
- فلورنس بيو على موقع مونزينجر (الألمانية)
- فلورنس بيو على موقع ألو سيني (الفرنسية)
- فلورنس بيو على موقع ميوزك برينز (الإنجليزية)
- فلورنس بيو على موقع أول موفي (الإنجليزية)
- فلورنس بيو على موقع ديسكوغز (الإنجليزية)
- فلورنس بيو على موقع قاعدة بيانات الفيلم (الإنجليزية)
- فلورنس بيو على موقع كينوبويسك (الروسية)